# 深圳实验学校
深圳实验学校（简称深圳实验、深实或SZSY）是位于中国广东省深圳市的一所公办学校，创办于1985年5月。2003年9月，深圳实验学校发起组建了深圳市首个公办教育集团——深圳实验教育集团。该校拥“九部一园”，即小学部、初中部、中学部、高中部、坂田初中部、坂田小学部、光明部、光明学校、深圳实验坪山学校及高中园，并曾举办幼教中心。全校共有学生约10,000人，教职工约1,200人。
深圳实验学校系深圳市教育局直属学校、广东省首批“一级学校”，所属高中部为广东省首批“国家级示范性高中”。与深圳中学、深圳外国语学校、深圳高级中学合称深圳四大名校。

## 学校历史
1985年5月3日，深圳市人民政府正式批准成立，当年9月，借用前深圳园西小学校舍举行开学典礼。
1986年，小学部建成；1987年中学部建成；1988年，幼儿部建成，形成三部格局。
1998年，原深圳福田区华强中学并入为深圳实验学校初中部，形成四部格局。
2001年，收购亚太（深圳）国际学校，原址举办深圳实验学校高中部。
2003年9月3日，深圳实验教育集团成立。
2004—2007年，陆续成立深圳实验教育集团幼教中心、培训中心、服务中心、口腔门诊部。
2002年至2007年先后承办新亚洲幼儿园、盛世幼儿园、嘉宝田幼儿园、万科城幼儿园。
2006年，原所属幼儿部划归深圳市国资委。
2007年，市政府一次性偿还原国际部债务，校舍收归国有，成为公办高中部。
2012年，承办深圳实验星河幼儿园、深圳实验星河小学。
2015年，中学部扩建完成，招收第一批高中学生。
2017年，接管坂田新城学校，成立坂田部。
2018年，承办深圳市第十高级中学，后更名为光明部。
2020年，承办深圳实验光明学校；原幼教中心所属幼儿园与深圳各区签订转型协议书，不再承办学前教育业务。
2021年，深圳坪山高中园由深圳实验学校承办，并命名为深圳实验学校高中园。
2022年，深圳实验学校高中园建成并投入使用。

## 学校架构
深圳實驗學校目前由深圳实验教育集团管理。深圳實驗教育集團经深圳市教育局批准，于2003年9月成立。它是由深圳实验学校发起、组建，利用深圳实验学校品牌，采用机构办学的方式，具有独立法人的教育事业集团。

### 高中部
2001年，按上级教育主管部门要求，深圳实验学校收购原亚太国际学校，在其原址兴办国际部。2002年9月，深圳实验学校高中部搬迁至南山区西丽同发路99号，首先在深圳市创办全寄宿制高中。现任执行校长邓旭。
高中部占地面积73000多平方米，建筑樓面48000多平方米，有教学楼、综合楼、体育馆、文体馆、学生宿舍、教工宿舍等建筑。高中部拥有42个教学班、1800多名学生、120名教师。高中部课外活动有运动会、社会实践周、科技节、艺术节、游园会等。

#### 招生
作为深圳市直属的公办学校，深圳实验学校高中部一般通过深圳中考招收新学生，自从2011年开始，深圳实验学校高中部也通过自主招生来招收学生。

#### 学生组织

##### 学生会
深圳实验学校高中部团委学生会是隶属高中部团委的官方学生组织，于每学年开始时招新，每学年末换届。下辖主席团秘书处，纪检部，体育部，社团部，文娱部，外联部，学习部，宣传部，组织部9个部门，负责协助团委处理学生工作。每年主办诸多活动，如社团招新“百团大战”，音乐节，元旦联欢，喊楼，游园会，校园十大歌手比赛，校长见面会等活动。

##### 学生社团
高中部现有多个社团，校内影响较大的社团包括花季电视台、雨霁文学社、实验剧社、合唱团、深实模联、壹零杂志社、旭杂志社、实验之声广播站等。

#### 图集
- 深圳实验学校高中部主楼（综合楼）外景
- 深圳实验学校高中部鸟瞰
- 深圳实验学校高中部综合楼夜景

### 中学部
中学部位于深圳市福田区百花六路，是深圳实验学校本部，是一所完全中学，含初中、高中两个学段。占地面积3.3万平方米，建筑面积2.9万平方米。现由中学部副部主任杨宁主持工作。

#### 图集
- 深圳实验学校中学部校门

### 初中部
深圳实验学校初中部位于福田区百花七路2号，前身为深圳市华强中学。初中部现有30个教学班，1380多名学生，教学人员约103人。现任执行校长李笑梅。
初中部课外活动有科技节、艺术节、运动会、社会实践周等。初中部自主研发开设了校本课程、活动课程、陶艺课、书法课、研理课等一些有特色的课程以培养学生能力。

#### 图集
- 初中部校门（重建前）
- 重建中的初中部
- 重建后的初中部（摄于2024年）

### 小学部
小学部创办于1985年，位于深圳市福田区红荔路，妇儿医院旁。占地面积20604平方米，校舍建筑面积15000平方米。现有教学班36个，学生1800余名。现任执行校长吴立新。

#### 图集
- 深圳实验学校小学部

### 坂田部
深圳实验学校坂田部又称新城校区，前身是坂田新城学校，其于2017年开始由深圳实验教育集团接管，并更名为深圳实验学校坂田部。深圳实验学校坂田部占地面积4.2万平方米，建筑面积2.8万平方米，工程总投资约1亿元。规划54个教学班，可提供2700个学位，是坂田片区规模最大的九年一贯制公立学校。现任执行校长张楠。
现有14个教学班，其中初一10个班，初二4个班。学校有音乐室、舞蹈室、美术室、语音室、电脑室、电子阅览室、足球场、室内外篮球场等功能场馆。

### 光明部
光明部创办于2018年，原为深圳市第十高级中学，坐落在光明区中心地带，紧邻光明区政府，新城公园西南侧，公园与学校一体相连，交通便利，是深圳市政府重点建设的市直属全寄宿制公办高中，现任执行校长王喜峰。
校园环境美观优雅，文化品位浓厚。校园建设总投资近6个亿，总占地面积9.36万平方米，办学规模为60个班，共计3000个学位。
实验光明部拥有现代化多功能综合性体育馆，包括篮球馆、排球馆、羽毛球馆、乒乓球馆、游泳馆、体能训练馆等室内场馆，建设有标准田径场和足球场。学校配备最先进的物理、化学、生物等学科实验室，美术、书法、音乐等艺术功能室，通用技术、多媒体制作、创客空间等科技探究实践场地。同时，学校建设有藏书十万余册的图书馆和电子阅览室，既满足日常教学，也为同学们的特长培养提供最完善的硬件设施。

### 光明学校
深圳实验光明学校创办于2020年，位于光明区碧眼路和牛山路交汇处，为光明区政府与深圳实验教育集团合作创办的九年一贯制学校，办学规模为54个班，共计2520个学位，现任校长朱灵辉。
学校现有2栋小学教学楼、2栋初中教学楼、1栋图书馆综合楼和1栋教职工宿舍。

### 高中园
深圳实验学校高中园位于坪山区，用地面积约20.2万平方米，内设4所公办高中学校，分别是崇文高中、明理高中、卓越高中和至臻高中，共186个高中班级，提供9300个公办高中学位。其中，3所高中高一年级共54班于2022年9月投入使用，至臻高中将于2023年招收首届学生，现任总校长李震宇。

## 学校文化

### 校歌
|  | 银湖边的春雨，滋润了我们的童心 笔架山下的春风，给我们带来了灿烂的青春 我们，有励精图治的校训 我们，肩负着实验的重任 团结奋斗，开拓前进 不断进取，永不满足，是我们崇高学校精神 今天健全成长，明天做国家栋梁 实验之路春常在 让我们，从这里出发走向光辉前程 |

### 校训
深圳实验学校校训为“励精图治”，并倡导“深圳实验学校师生应有努力成为中华民族脊梁的追求”的价值观。

## 重大活动

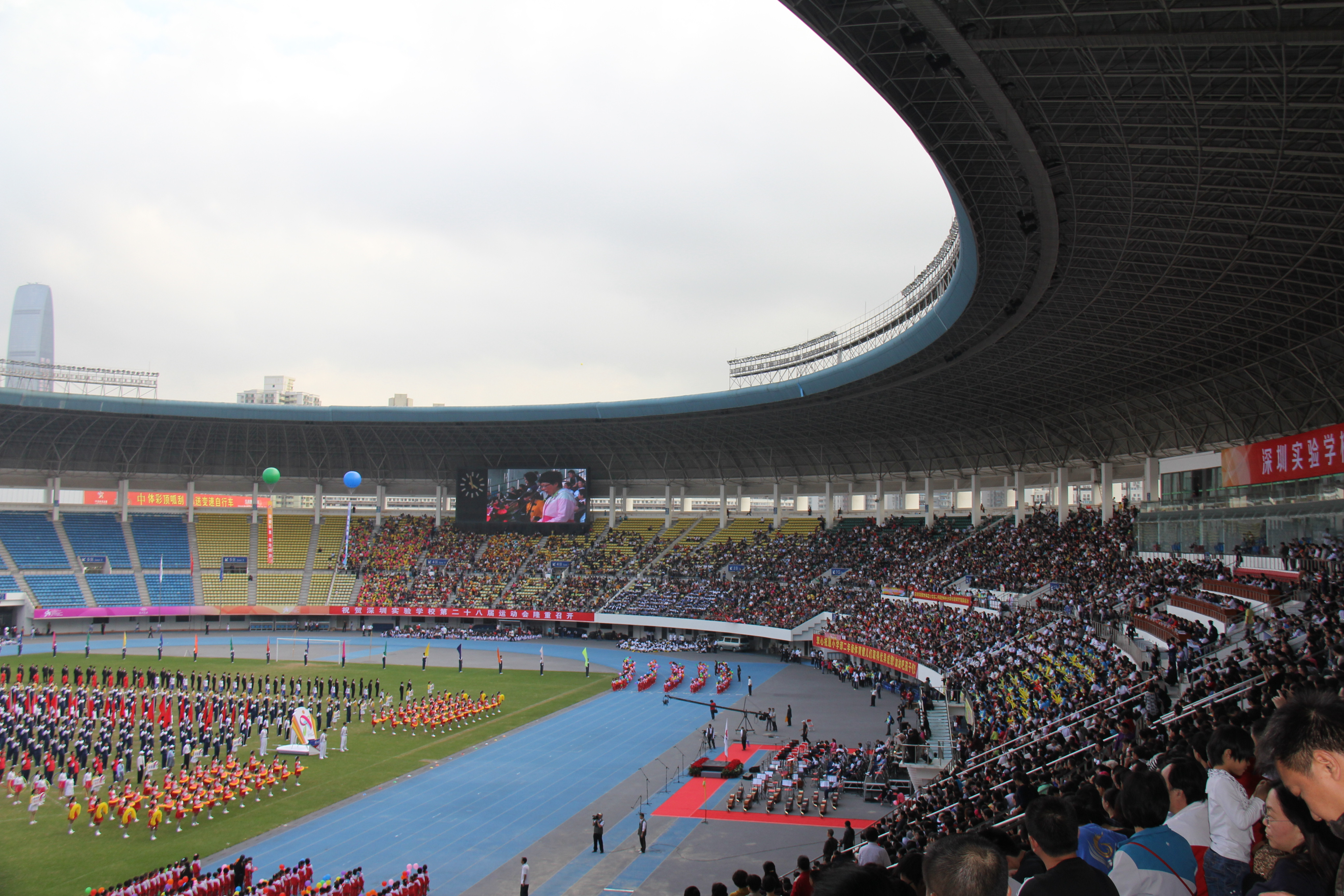
深圳实验学校第28届运动会开幕式

### 运动会开幕式
每隔三年，深圳实验学校都会在深圳体育场举行所有学部的田径运动会开幕式，是深圳实验学校“体育节”的一部分。开幕式上有各个部表演节目以及体育特长生的颁奖等环节。此开幕式亦会邀请一些深圳市领导及所有的学生家长来观看。但是各部的运动会仍是在各部进行。此前在金式如任深圳实验学校校长时期，开幕式为每年举办一次，曹衍清继任校长之后，出于各方面考虑，开幕式改为三年一次，这样的设置仍然能让每一位在实验就读的学生在学习期间至少经历一次开幕式。但由于深圳体育馆重建等种种原因，2015年及以后的开幕式都因故改为分部举行。在之后的2016年至2019年的三年时间里，运动会开幕式均未在深圳体育场举行。

### 新年联欢会
2011年12月18日，深圳实验教育集团“相约深圳湾”新年联欢会在深圳湾体育中心（春茧）举行。表演者为深圳实验学校各学部师生，包括实验学校交响乐团现场演奏、黄嘉琪（豆豆）、教师合唱团，以及魔方、街舞、戏曲等爱好者。

## 历任校长、书记
截至2023年5月，深圳实验学校共有校长3任。自2023年建立中小学校党组织领导的校长负责制后，深圳实验学校党委书记、校长改为分别任命，不再由校长兼任党委书记。
校长
- 金式如：1985年9月—2007年1月
- 曹衍清：2007年1月—2014年1月
- 衷敬高：2014年1月—2022年12月

党委书记
- 阮少球：1985年9月—2000年9月
- 曹衍清：2007年1月—2014年1月
- 衷敬高：2014年1月—2022年12月
- 夏育华：2023年4月—